# Bête noire (justice)
Pour les articles homonymes, voir Bête noire.
Bête noire est un récit-témoignage écrit par l'avocat d'assises Éric Dupond-Moretti et Stéphane Durand-Souffland, chroniqueur judiciaire, sur les rapports entre le système judiciaire et la défense.

## Présentation et contenu
La « Bête noire », c'est lui et la réputation qu'il a dans le milieu judiciaire, celui qu'on appelle aussi « l'acquitator », alors qu'il s'exclame dans le journal La Provence « je défends des hommes, pas des crimes. » De même, il dira dans une interview à L'Express, qu'il « n'attend pas la vérité d'un homme mais une version cohérente. »
Lors d'une interview à France-Inter en avril 2012, il déclare qu’il ne cherche pas, avec la publication de ce livre, à s'opposer de quelque façon que ce soit au système judiciaire français ou à se justifier sur tel ou tel de ses engagements. Il rappelle ce qu'il a maintes fois répété sur les origines de sa « vocation » : « J’ai décidé de devenir avocat à quinze ans. C’était le 28 juillet 1976 et j’avais entendu à la radio que Christian Ranucci, l’homme du « pull-over rouge », avait été exécuté à l’aube. Ce n’est pas le récit d’une vocation que je fais ici, mais d’une sorte de fatalité. Je suis condamné à plaider. »  Dans la même interview, il évoque aussi la mort de son grand-père en 1957, retrouvé le long d'une voie ferrée. Ce décès est resté inexpliqué.
Son travail tel qu'il l'entend, sa profonde conviction, consiste  à défendre autant la présomption d’innocence que le droit – pour les criminels quels qu'ils soient – à une peine qui soit considérée comme juste et varie le moins possible d’une cour d’assises à une autre. Sans être contre les magistrats, il traite des insuffisances du système français, l’absence de la notion d’humanité dans leur serment, qui figure dans celui des avocats. À travers son expérience et ses souvenirs, les grands procès d’assises où il a plaidé, il brosse un portrait peu flatteur d'une justice guettée par l'erreur judiciaire ou plus simplement par les petits « arrangements », l'influence de tel ou tel magistrat, et tout ce qui biaise la crédibilité d'un verdict.